# Линде, Фридрих Вильгельмович
Фри́дрих Вильге́льмович Ли́нде (латыш. Fricis-Aleksandras Linde; 14 апреля 1892, Рига — 1961) — российский, латышский революционер, советский дипломат.

## Биография
Окончил реальное училище в Риге. Член Социал-демократии Латышского края (1914—1918) и РКП(б).
- В 1917—1918 годах — председатель Рижского комитета Социал-демократии Латышского края.
- В 1919 году — народный комиссар юстиции Латвийской Советской Республики.
- В 1919 году — председатель Чрезвычайного полевого трибунала Латвийской Советской Республики.
- В 1922 году — прокурор Верховного революционного трибунала при ВЦИК.
- В 1925—1926 годах — советник Полномочного представительства СССР в Монголии.
- С февраля 1926 по апрель 1927 года — генеральный консул СССР в Шанхае (Китай)[1].
- С сентября 1926 года — поверенный в делах СССР в Китае[2].
- В 1928—1929 годах — генеральный секретарь Всесоюзного общества культурной связи с заграницей.
- В 1930—1932 годах — генеральный консул СССР в Кёнигсберге (Германия).
- В 1932—1933 годах — советник Полномочного представительства СССР в Германии.
- В 1933—1934 годах — помощник заведующего II Западным отделом НКИД СССР.